# Mugairi
Mugairi est un village situé dans la commune de Baztan dans la Communauté forale de Navarre, en Espagne. Le village est considéré comme un quartier d'Oronoz-Mugairi.
Mugairi est situé dans la zone linguistique bascophone de Navarre.